# スカンディナヴィア通貨同盟
スカンディナヴィア通貨同盟（スカンディナヴィアつうかどうめい、スウェーデン語: Skandinaviska myntunionen、デンマーク語: Skandinaviske møntunion、ノルウェー語: Skandinaviske myntunion）は、スウェーデンとデンマークが1873年5月5日に締結した通貨同盟。両国の通貨を金に固定した。
スウェーデンとの同君連合を形成したノルウェーはそれから2年後に通貨同盟に参加した。

## 概要
2.48クローネ（クローナ）/金1グラム、あるいは金0.403グラム/クローネで固定された。3国の通貨単位は1クローネ（クローナ） = 1/2デンマークリクスダラー = 1/4ノルウェーターラー = 1スウェーデンリクスダラーと等価とされた。スカンディナヴィア通貨同盟は、汎スカンディナヴィア主義で数少ない成功例の一つである。
スカンディナヴィア通貨同盟により為替レートは固定されたことから、参加3国はそれぞれ別々の通貨を発行していた。通貨同盟発足時に予見されていなかったことだが、事実上の法定通貨と同等のものとして、3国の通貨が別々に発行する状況となった。
この通貨同盟により、スウェーデンは通貨の名称をスウェーデンリクスダラーからスウェーデン・クローナに変更した。クローネ（krone）ないしクローナ（krona）の語源は、冠に由来し、綴りの相違は北ゲルマン語群におけるずれに過ぎない。
1905年にノルウェーがスウェーデンとの同君連合を解消し独立しても、通貨同盟は存続し続けた。1914年に第一次世界大戦が勃発すると、通貨同盟は終わりを告げた。スウェーデンは1914年8月2日に金本位制から離脱し、変動相場制に移行した。
通貨同盟締結期間中、スウェーデン、デンマーク、ノルウェーの3国は同じ通貨を利用していたが、通貨同盟を解消すると、各通貨相互の連動がなくなった。1918年にアイスランドがデンマークから同君連合として独立すると、アイスランド・クローナはデンマーク・クローネから派生してできた通貨であった。なお、アイスランドは1944年にデンマークから共和国として独立した。